# You’re the Storm
«You’re the Storm» — песня шведской группы The Cardigans, ставшая вторым синглом с пятого студийного альбома группы 2003 года Long Gone Before Daylight. Авторами песни стали вокалистка группы Нина Перссон и Питер Свенсон.
Режиссёром видеоклипа к песне стал Амир Чамдин, ранее снявший для группы клип к песне «For What It’s Worth». Клип был номинирован на шведскую премию Грэммис в категории «Лучшее видео».

## Список композиций
| №  | Название           | Длительность |
| -- | ------------------ | ------------ |
| 1. | «You’re The Storm» | 3:53         |
| 2. | «Hold Me»          | 3:40         |

| №  | Название                               | Длительность |
| -- | -------------------------------------- | ------------ |
| 1. | «You’re The Storm»                     | 3:53         |
| 2. | «Hold Me»                              | 3:38         |
| 3. | «You’re The Storm» (Sandkvie Session)» | 4:33         |
| 4. | ««You’re The Storm» (First Demo)»      | 3:27         |

## Позиции в чартах
| Чарт                  | Наивысшая позиция |
| --------------------- | ----------------- |
| Swedish Singles Chart | 10                |
| UK Singles Chart      | 74                |